# Heinrich Klinkosch
Heinrich Klinkosch (* 20. April 1830 in Wien; † 28. Juli 1889 ebenda) war Gutsbesitzer, Bankier und Abgeordneter zum Österreichischen Abgeordnetenhaus.

## Leben
Heinrich Klinkosch war Sohn des Silber- und Goldwarenfabrikanten Karl Klinkosch († 1860). Nach dem Besuch des Polytechnikums in Wien machte er eine Bankpraxis in Wien. Bis 1866 war er Beamter der österreichischen Nationalbank, zuletzt als Kassier. Von 1867 bis 1870 war er selbständiger Geldwechsler und Börsenhändler in Wien. Im Jahr 1877 wurde er Teilhaber der Bank „Haupt & Co.“ und 1879 gründete er die Bank „H. Klinkosch“" in Wien, die sich allerdings ausschließlich auf Börsengeschäfte konzentrierte. Im Jahr 1868 kaufte und bewirtschaftete er das Gut Pfaffstätt im Bezirk Braunau am Inn, die finanziellen Mittel dafür bekam er hauptsächlich aus dem Hauptgewinn der Staatslotterie aus dem Jahr 1860. Kurz vor seinem Tod erlitt er große Verluste durch Spekulationen an den Börsen in Berlin und Paris. Er beging am 28. Juli 1889 im Alter von 59 Jahren Selbstmord, indem er sich im Bett erdolchte.
Er war von 1874 bis 1879 Mitglied im Oberösterreichischen Landtag (V. und VI. Wahlperiode), als Abgeordneter des Großgrundbesitzes. Er war auch Bürgermeister von Pfaffstätt, Mitglied des Bezirksschulrates und Ortsschulinspektor.
Er war römisch-katholisch und ab 1868 verheiratet mit Leopoldine Schönauer, mit der er eine Tochter und einen Sohn hatte.

## Politische Funktionen
Heinrich Klinkosch war vom 21. Januar 1874 bis zu seinem Tod am 28. Juli 1889 Abgeordneter des Abgeordnetenhauses im Reichsrat (V., VI. und VII. Legislaturperiode) und war dort für die Kurie Oberösterreich, Städte 5 (Ried, Haag, Obernberg, Braunau, Altheim, Mauerkirchen, Mattighofen, Schärding, Raab, Riedau, Peuerbach, Engelhartszell) zuständig. Er war der Nachfolger von Friedrich Freiherr von Weichs-Glon.

## Klubmitgliedschaften
Heinrich Klinkosch war ab 1874 Mitglied im Fortschrittsklub, ab dem 30. April 1877 im Neuen Fortschrittsklub, ab 1879 im Klub der Vereinigten Fortschrittspartei, ab dem 19. November 1881 bei der Vereinigten Linken, ab 1885 im Deutschen Klub, ab dem 11. Oktober 1887 im Deutschösterreichischen Klub und ab dem 6. November 1888 bei den deutschfortschrittlichen Vereinigten Deutschen Linken.